# Habenaria ixtlanensis
Habenaria ixtlanensis är en orkidéart som beskrevs av Edward Warren Greenwood. Habenaria ixtlanensis ingår i släktet Habenaria och familjen orkidéer. Inga underarter finns listade i Catalogue of Life.